# Olympische Sommerspiele 2016/Kanu – Zweier-Kajak 1000 m (Männer)
Der Kanuwettbewerb im Zweier-Kajak 1000 Meter der Männer (Kurzbezeichnung: K2 1000) bei den Olympischen Spielen 2016 in Rio de Janeiro wurde vom 17. bis 18. August 2016 in der Lagoa Rodrigo de Freitas ausgetragen. 24 Athleten aus 12 Nationen nahmen an dem Wettkampf teil.
Zunächst wurden dabei zwei Vorläufe ausgetragen, bei denen sich die jeweiligen Gewinner direkt für das A-Finale qualifizierte. Die übrigen Kanuten erhielten eine weitere Chance im Halbfinale, in dem sich aus beiden Läufen die ersten drei Boote für das A-Finale qualifizierten, während die übrigen Boote im B-Finale an den Start gingen, wo um die Positionen neun bis zwölf gefahren wurde.

## Titelträger
| Olympiasieger | Rudolf Dombi / Roland Kökény  | London 2012  |
| Weltmeister   | Max Rendschmidt / Marcus Groß | Mailand 2015 |

## Zeitplan
- Vorläufe: 17. August 2016, 9:00 Uhr (Ortszeit)
- Halbfinale: 17. August 2016, 10:26 Uhr (Ortszeit)
- Finale: 18. August 2016, 9:00 Uhr (Ortszeit)

## Vorläufe

### Lauf 1
| Platz | Kanuten                          | Nation      | Zeit         | Bemerkung  |
| ----- | -------------------------------- | ----------- | ------------ | ---------- |
| 1     | Max Rendschmidt / Marcus Groß    | Deutschland | 3:19,258 min | A-Finale   |
| 2     | Erik Vlček / Juraj Tarr          | Slowakei    | 3:24,728 min | Halbfinale |
| 3     | Tibor Hufnágel / Benjámin Ceiner | Ungarn      | 3:25,580 min | Halbfinale |
| 4     | Arnaud Hybois / Étienne Hubert   | Frankreich  | 3:25,654 min | Halbfinale |
| 5     | Jorge García / Reinier Torres    | Kuba        | 3:25,711 min | Halbfinale |
| 6     | Daniel Havel / Jan Štěrba        | Tschechien  | 3:53,907 min | Halbfinale |

### Lauf 2
| Platz | Kanuten                              | Nation     | Zeit         | Bemerkung  |
| ----- | ------------------------------------ | ---------- | ------------ | ---------- |
| 1     | Marko Tomićević / Milenko Zorić      | Serbien    | 3:15,298 min | A-Finale   |
| 2     | Ken Wallace / Lachlan Tame           | Australien | 3:23,019 min | Halbfinale |
| 3     | Ričardas Nekriošius / Andrej Olijnik | Litauen    | 3:24,246 min | Halbfinale |
| 4     | Emanuel Silva / João Ribeiro         | Portugal   | 3:26,284 min | Halbfinale |
| 5     | Nicola Ripamonti / Giulio Dressino   | Italien    | 3:30,429 min | Halbfinale |
| 6     | Yevgeniy Alexeyev / Alexei Dergunow  | Kasachstan | 3:30,433 min | Halbfinale |

## Halbfinale

### Lauf 1
| Platz | Kanuten                             | Nation     | Zeit         | Bemerkung |
| ----- | ----------------------------------- | ---------- | ------------ | --------- |
| 1     | Ken Wallace / Lachlan Tame          | Australien | 3:16,635 min | A-Finale  |
| 2     | Nicola Ripamonti / Giulio Dressino  | Italien    | 3:17,942 min | A-Finale  |
| 3     | Tibor Hufnágel / Benjámin Ceiner    | Ungarn     | 3:18,474 min | A-Finale  |
| 4     | Yevgeniy Alexeyev / Alexei Dergunow | Kasachstan | 3:18,858 min | B-Finale  |
| 5     | Arnaud Hybois / Étienne Hubert      | Frankreich | 3:21,100 min | B-Finale  |

### Lauf 2
| Platz | Kanuten                              | Nation     | Zeit         | Bemerkung |
| ----- | ------------------------------------ | ---------- | ------------ | --------- |
| 1     | Emanuel Silva / João Ribeiro         | Portugal   | 3:18,099 min | A-Finale  |
| 2     | Ričardas Nekriošius / Andrej Olijnik | Litauen    | 3:18,526 min | A-Finale  |
| 3     | Erik Vlček / Juraj Tarr              | Slowakei   | 3:19,372 min | A-Finale  |
| 4     | Daniel Havel / Jan Štěrba            | Tschechien | 3:21,569 min | B-Finale  |
| 5     | Jorge García / Reinier Torres        | Kuba       | 3:23,466 min | B-Finale  |

## Finale

### B-Finale
Anmerkung: Gefahren wurde hier um die Platz neun bis sechzehn, das heißt, die Sieger des B-Finales aus Kuba wurden insgesamt Neunter usw.
| Platz | Kanuten                             | Nation     | Zeit         |
| ----- | ----------------------------------- | ---------- | ------------ |
| 1     | Jorge García / Reinier Torres       | Kuba       | 3:18,768 min |
| 2     | Arnaud Hybois / Étienne Hubert      | Frankreich | 3:19,415 min |
| 3     | Yevgeniy Alexeyev / Alexei Dergunow | Kasachstan | 3:20,827 min |
| 4     | Daniel Havel / Jan Štěrba           | Tschechien | 3:25,966 min |

### A-Finale
| Platz | Kanuten                              | Nation      | Zeit         |
| ----- | ------------------------------------ | ----------- | ------------ |
| 1     | Max Rendschmidt / Marcus Groß        | Deutschland | 3:10,781 min |
| 2     | Marko Tomićević / Milenko Zorić      | Serbien     | 3:10,969 min |
| 3     | Ken Wallace / Lachlan Tame           | Australien  | 3:12,593 min |
| 4     | Emanuel Silva / João Ribeiro         | Portugal    | 3:12,889 min |
| 5     | Ričardas Nekriošius / Andrej Olijnik | Litauen     | 3:14,748 min |
| 6     | Nicola Ripamonti / Giulio Dressino   | Italien     | 3:14,883 min |
| 7     | Tibor Hufnágel / Benjámin Ceiner     | Ungarn      | 3:15,387 min |
| 8     | Erik Vlček / Juraj Tarr              | Slowakei    | 3:15,916 min |